# Silky heart
『silky heart』（シルキー・ハート）は、堀江由衣の10枚目のシングル。2009年1月28日にスターチャイルドから発売された。

## 概要
テレビアニメ『とらドラ!』の後期オープニングテーマ。堀江も参加した後期エンディングテーマ『オレンジ』とシングルが同時発売された。通常盤と初回限定盤の2種リリースで、後者はデジパック仕様で、「silky heart」のPVを収録したDVDが同梱されている。
2009年1月初旬頃からに発売告知のCMが流されていたものの、実際に本編で使用されたのはリリース日でもある第17話「クリスマスに水星は逆行する」からである。
「silky heart」と「Love Countdown」のミュージッククリップは、映像作品『yui horie CLIPS 2』に収録されている。

## 収録曲
1. silky heart[2] [3:56]
作詞：Satomi、作曲：藤末樹、編曲：川口圭太
2. Love Countdown[2] [4:14]
作詞・作曲・編曲：橋本由香利
3. ほしぞらとパジャマ[2] [2:28]
作詞・作曲・編曲：ACOMPANAR
4. silky heart （off Vocal Ver.）
5. Love Countdown （off Vocal Ver.）
6. ほしぞらとパジャマ （off Vocal Ver.）

## タイアップ
| 曲名        | タイアップ                            |
| ----------- | ------------------------------------- |
| silky heart | アニメ『とらドラ!』オープニングテーマ |

## 楽曲の収録アルバム
| 曲名           | 収録アルバム    | 発売日        | 備考                  |
| -------------- | --------------- | ------------- | --------------------- |
| silky heart    | 『HONEY JET!!』 | 2009年7月15日 | 7thオリジナルアルバム |
| silky heart    | 『BEST ALBUM』  | 2012年9月20日 | 2ndベストアルバム     |
| Love Countdown | 『HONEY JET!!』 | 2009年7月15日 | 7thオリジナルアルバム |